# Sjöcharmörer
Sjöcharmörer är en svensk komedifilm från 1939 i regi av Gösta Rodin. I huvudrollerna ses Lasse Dahlqvist, Aino Taube, Karin Swanström och Sigurd Wallén.

## Handling
Kapten Bergman sjunger glatt ombord på båten Herkules, men en bussbolagsdirektör vill köpa båten och ersätta båttrafiken med busstrafik.

## Om filmen
Filmen hade premiär på biograf Skandia i Stockholm den 21 oktober 1939. Den har visats vid ett flertal tillfällen på SVT, bland annat 1993, 1996, 2019 och i oktober 2020.
Filmen är inspelad i ateljé i Filmstaden, i Stavsnäs och på Nybrokajen sommaren 1939.

## Rollista i urval
- Lasse Dahlquist – kapten Harald Bergman
- Aino Taube – Eva Johansson
- Karin Swanström – fru Ebba Österman
- Sigurd Wallén – kapten Viktor Johansson, Evas far
- Emil Fjellström – besättningsman Johan
- Marianne Löfgren – Stina, servitris hos fru Österman
- Ullastina Rettig – Elsa, Ebbas dotter
- Rune Halvarsson – besättningsman Nisse
- Ludde Juberg – handlare Oscar Andersson
- Harry Ahlin – direktör Blomqvist
- Bengt Djurberg – kapten Forssing
- Knut Frankman – gubben Sjöblom
- Erik Rosén – läkare Ekman
- Millan Fjellström – Karin, kokerska hos fru Österman